# Регенерація (книга)
«Регенерація» (англ. Regeneration)— історичний та антивоєнний роман Пет Баркер, вперше опублікований у 1991 році. Роман був номінований на Букерівську премію та був описаний New York Times Book Review як один із чотирьох найкращих романів року за 1991 рік. Це перша книга в трилогії «Регенерація» про Першу світову війну, за якою в 1993 році вийшли «Око в дверях», а потім «Дорога привидів», яка отримала Букерівську премію 1995 року.
Роман досліджує досвід офіцерів британської армії, які під час Першої світової війни проходили лікування від контузійного удару у військовому шпиталі Крейґлокгарт на південному заході Единбурга. Натхненна досвідом свого дідуся під час Першої світової війни, Баркер широко спирається на розповіді від першої особи того періоду. Використовуючи ці джерела, вона створила персонажів на основі історичних осіб, присутніх у лікарні, включаючи поетів і пацієнтів, Зіґфріда Сассуна та Вілфреда Оувена, а також психіатра В. Х. Р. Ріверса, який був піонером у лікуванні посттравматичного стресового розладу під час і після Першої світової війни. Назва роману посилається на дослідження Ріверс у «регенерації нервів». Баркер також включає вигаданих персонажів, заснованих на ширшому культурному досвіді того часу, зокрема офіцера, який виріс у нижчих класах, Біллі Пріора, та його подругу і працівницю військового заводу Сару Ламб.
Роман тематично складний, досліджуючи вплив війни на ідентичність, маскулінність і соціальну структуру. Крім того, роман значною мірою спирається на психологічні практики того часу, наголошуючи на дослідженнях Ріверса, а також на фрейдистській психології. Своїм романом Баркер вписується в особливу традицію репрезентації досвіду Першої світової війни в літературі: багато критиків порівнюють роман з іншими романами про Першу світову війну, особливо з тими, що написані жінками-письменницями, зацікавленими у внутрішніх наслідках війни, зокрема «Повернення солдата» Ребекки Вест (1918) і «Місіс Делловей» (1925) Вірджинії Вульф. Баркер спирається як на тексти того періоду, що спочатку надихнули її, так і посилається на низку інших літературних і культурних творів та подій. Це справляє враження історичного реалізму, хоча Баркер схильна спростовувати твердження, що роман є «історичною вигадкою».
У 1997 році роман був адаптований шотландським сценаристом Алланом Скоттом до однойменного фільму режисера Гілліса Маккіннона з Джонатаном Прайсом у ролі Ріверса, Джеймсом Вілбі в ролі Сассуна та Джонні Лі Міллером у ролі Пріора. Фільм отримав високу оцінку критиків і був успішним у Великій Британії та Канаді, отримавши номінації на ряд нагород, але не отримав маркетингу та розповсюдження в США, тому не мав великого впливу.

## Фон і натхнення
Баркер давно цінувала літературних персонажів, якими вона черпає натхнення в романі: у юності вона читала поезію Сассуна та Оуена про Першу світову війну, а також «Конфлікт і мрія» Ріверса. Проте Баркер безпосередньо приписує безпосереднє натхнення для «Регенерації» своєму чоловікові, невропатологу, знайомому з роботами доктора В. Г. Р. Ріверса та його експериментами з регенерацією нервів. У 2004 році в інтерв'ю з літературним критиком Робом Ніксоном у журналі Contemporary Literature Баркер також стверджує, що написала роман, зокрема, як відповідь на те, як сприйняли її попередні твори; вона сказала,
Я відчувала, що потрапила в коробку, де мене чітко типізували як північну, регіональну, робітничу, феміністичну письменницю з ярликом, ярликом, ярликом, ярликом-романістку. Справа не стільки в тому, щоб заперечувати проти ярликів, скільки в тому, що люди читають ярлики, а не книжку. І я відчувала, що дійшла до цього. А ще я завжди хотіла написати про Першу світову війну. Одним з моїх перших спогадів було багнетне поранення мого дідуся та його розповіді про Першу світову війну. Я знала, що хочу цим займатися. Я також знала, що повинна зачекати, поки не знайду спосіб зробити це, який не буде просто копією того, що вже було зроблено. Потрібно багато часу, щоб мати оригінальну ідею про щось, чому присвячені цілі бібліотеки.
Інші інтерв'ю також підкреслюють її спогади про розповіді дідуся про його досвід.
У своїй «Примітці автора» до роману вона описує дослідження, які вона використала для створення роману, і те, як вона залучала низку джерел від авторів різних періодів. Роман черпає значне натхнення в історичних подіях. Літературний критик Ґреґ Гарріс описує використання нею історичних обставин та історичних вихідних матеріалів як переважно «„правдиве“, оскільки життя реальних персонажів, у тому числі Вілфреда Овена, Зіґфріда Сассуна та Роберта Ґрейвза, дійсно перепліталися». Крім того, Гарріс стверджує, що Баркер точно вловлює психологічну ситуацію, в якій персонажі, особливо літературні, створювали свої вірші. Французький літературознавець Марі-Ноель Прово-Валле підкреслює різні неправильні тлумачення та анахронічні культурні згадки, підтримуючи критику роману блогеркою і критикесою Естер МакКаллум-Стюарт. Однак вона також зазначає, що роман точно оцінює інші частини історичного контексту, такі як трактування поетів Першої світової війни та їхнього поетичного процесу.

## Жанр
Роман трактують і як воєнний, і як антивоєнний. У своєму інтерв'ю 2004 року з критиком Робом Ніксоном Баркер описує своє бачення цієї межі:
Це не антивоєнна книжка в тому простому сенсі, в якому я боялася, що вона може здатися такою на початку. Не те, щоб вона не була антивоєнною книжкою: вона нею є. Але ви не можете вигадувати такі речі, як Сомма чи Пашендейл, і використовувати їх як тітоньку Саллі, тому що ніхто не думає, що Сомма і Пашендейл були гарною ідеєю. Тож у певному сенсі те, про що ми, здається, сперечаємося, ніколи не буде тим, про що вони [персонажі] насправді сперечаються, а це, на мою думку, набагато глибше питання честі. «Честь» - це таке ж старомодне слово, як і “героїзм”, але воно є ключовим у книзі.
Крім того, через те, що роман суворо дотримується історії, критик Грег Гарріс описує роман, який розсуває межі між історичною художньою літературою та нон-фікшн. У своєму дослідженні роману Карін Вестман описує акт написання історичної вигадки як «виклик» для Баркер. Вестман зазначає, що Баркер часом свідомо робила вибір, щоб не зберігати реалізм, коли, наприклад, вона пропускає види мови та гумору, які використовували солдати в той період. У деяких інтерв'ю Баркер прямо заперечує характеристику роману як «історичного роману», припускаючи, що Перша світова війна замінює інші війни та дозволяє їй репрезентувати більш неконкретні теми, пов'язані з війною.

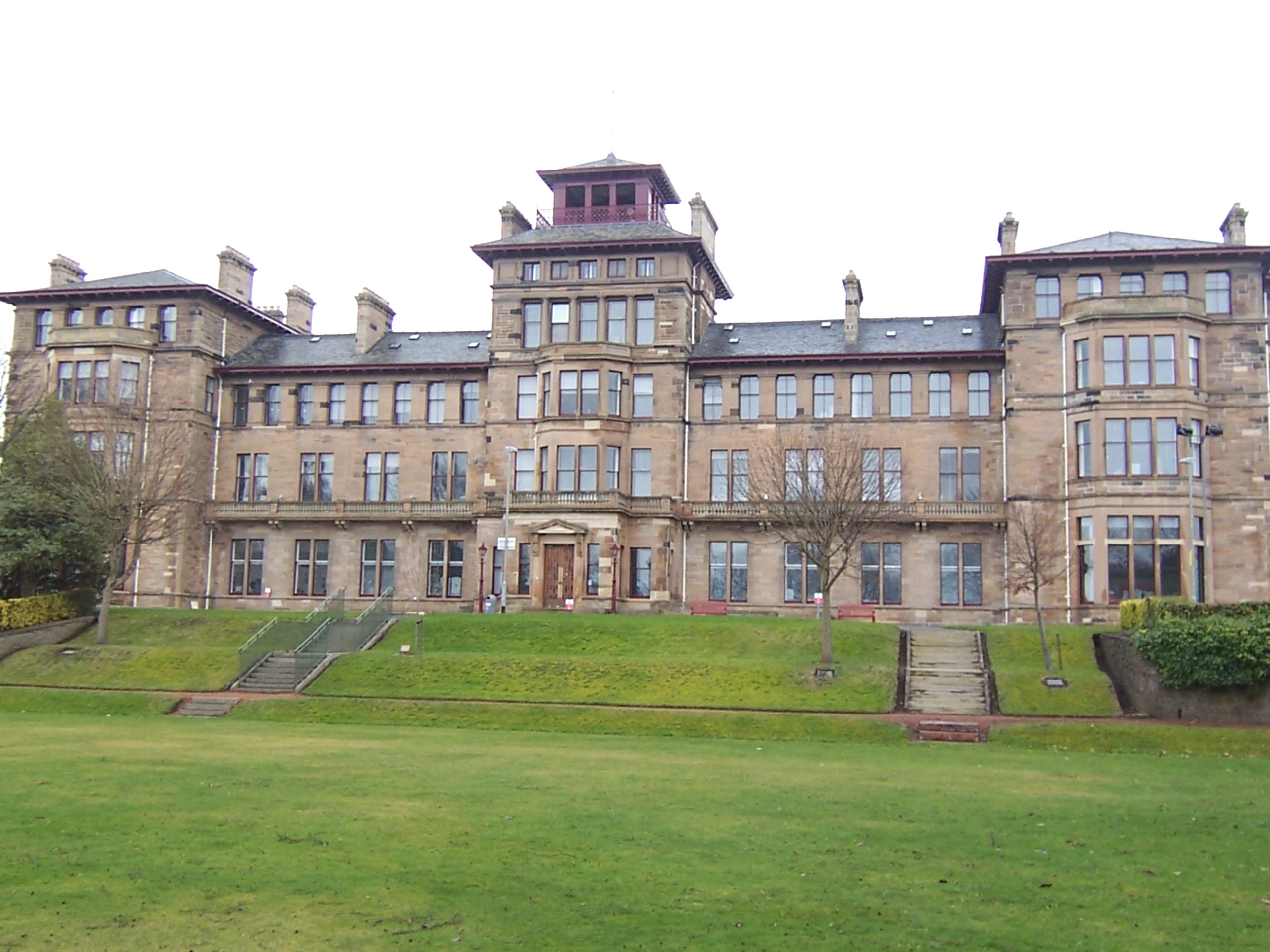
Військовий шпиталь Крейґлокгарт, нині частина Единбурзького університету Нейпір

## Короткий зміст сюжету

### Частина І
Роман починається з того, що доктор В. Г. Р. Ріверс, військовий психіатр у військовому шпиталі Крейґлокгарт, дізнається про заяву поета Зіґфріда Сассуна проти продовження війни. Урядова рада під впливом друга Сассуна Роберта Ґрейвза називає Сассуна «контуженим» і відправляє його до лікарні, намагаючись дискредитувати його. Ріверс відчуває занепокоєння через те, що Сассун увійшов до Крейґлокгарта, сумніваючись, що він контужений і не бажає давати притулок людині, яка відмовляється від військової служби. Невдовзі після прибуття Сассуна Ріверс зустрічає його, і вони обговорюють, чому Сассун заперечує проти війни: він заперечує проти її жахів, не керуючись особливими релігійними переконаннями, що є загальним критерієм для тих, хто відмовляється від військової служби через сумління. Хоча Ріверс стурбований цими жахами, він підтверджує свій обов'язок повернути Сассуна до бою. Сассун відчуває конфлікт щодо своєї безпеки в Крейґлокгарті, поки інші гинуть на Західному фронті.
Окрім конфлікту Сассуна, у перших розділах роману описуються страждання інших солдатів у госпіталі. Андерсон, колишній хірург, тепер терпіти не може вигляду крові. Переслідуваний жахливими галюцинаціями після того, як його підкинуло в повітря вибухом і приземлився головою вперед у розірваний шлунок гниючого мертвого солдата, Бернс відчуває відразу до їжі. Інший пацієнт, Біллі Прайор, страждає на мутизм і буде писати повідомлення з Ріверсом лише в блокноті. Зрештою до Пріора повертається голос, але він залишається важким пацієнтом для Ріверса, який уникає будь-яких обговорень своїх спогадів про війну.

### Частина II

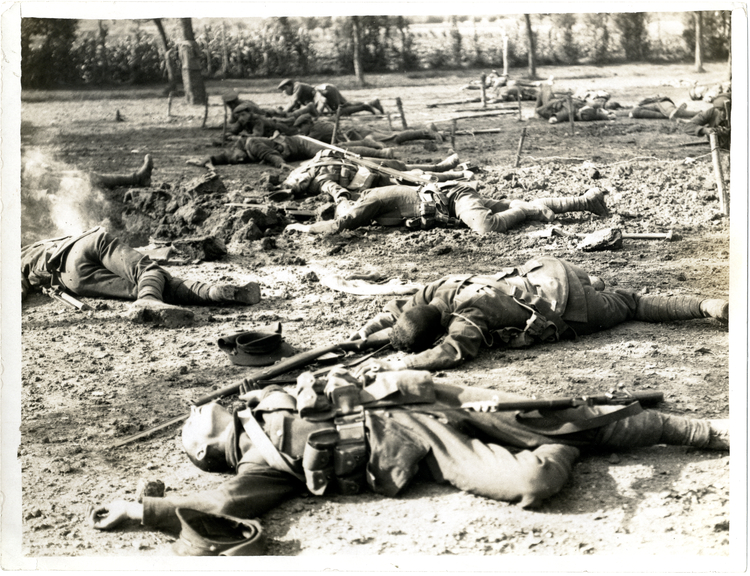
Смертельні випадки після вибуху у Франції під час Першої світової війни. Кілька персонажів описують свій травматичний досвід під час бою, і це обговорення травми та зламаного тіла, спричиненого війною, стає тематично центральним у романі.

На початку частини II Сассун знайомиться з молодим поетом-початківцем Вілфредом Овеном, який захоплюється поезією Сассуна, а Сассун допомагає підготувати вірш Овена «The Dead-Beat». Сассун стає партнером Андерсона по гольфу. У вихідний день Пріор їде в Единбург і зустрічає Сару Ламб, робітницю військового заводу, чий хлопець загинув у битві при Лоосі. Вони мало не займаються сексом, але в останню хвилину Сара відмовляє Пріору. Лікарі карають Пріора за те, що він занадто довго не був у Крейґлокгарті, утримуючи його там на два тижні. Протягом цього часу Ріверс пробує гіпноз на Пріорі, щоб допомогти йому відновити спогади про траншеї.
Тим часом Ріверс запрошує Сассуна відвідати Консервативний клуб. Під час обіду Ріверс розуміє, що буде важко переконати Сассуна повернутися на війну, і не хоче його примушувати. Пізніше Овен переконує Сассуна опублікувати свої вірші в госпітальному журналі «Гідра». У цей час Пріор зустрічається в місті з Сарою і пояснює, чому пропустив їхні зустрічі. Примирившись, вони їдуть потягом до узбережжя і разом гуляють пляжем, де він відчуває полегшення, хоча його відволікають думки про долю побратимів-солдатів. Потрапивши в шторм, вони з Сарою займаються сексом, сховавшись у кущах. Тим часом Ріверс, виснажений виснажливою роботою з догляду за контуженими солдатами, отримує наказ начальства про тритижневу відпустку подалі від Крейґлокгарту. Від'їзд Ріверса нагадує Сассуну відчуття покинутості, яке він пережив, коли його покинув батько, і він усвідомлює, що Ріверс зайняв місце його батька.

### Частина III

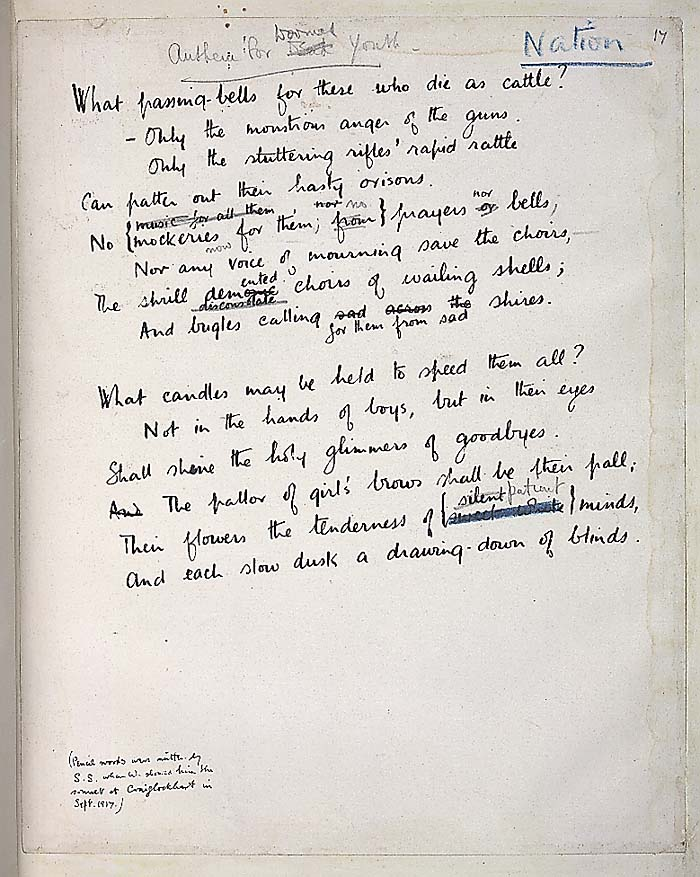
Оригінальний рукопис «Гімну приреченої молоді» Овена з правками Сассуна. Баркер відтворює процес редагування поеми в «Регенерації»

Перебуваючи далеко від Крейґлокгарта, Ріверс відвідує церкву біля ферми свого брата і розмірковує про жертви, які молоді люди приносять на війні заради бажань старшого покоління. Згодом виснажлива праця на фермі брата дає йому змогу звільнитися і ретельно осмислити пережите. Під час одного зі спогадів Ріверс розмірковує про роль батька у своєму житті, згадуючи, як батько займався з ним і Чарльзом Доджсоном, який згодом став відомим під псевдонімом Льюїс Керрол, логопедичною практикою. У Крейґлокгарті Сассун допомагає Овену написати один із його найвідоміших віршів — «Гімн приреченій молоді».
Тим часом Сара супроводжує свою подругу Мадж до місцевого шпиталю для поранених солдатів. Сара відокремлюється і заходить до намету, в якому живуть солдати з ампутованими кінцівками. Вона шокована тим, що суспільство ховає цих поранених солдатів. Під час пережитого Сарою, Пріора обстежує медична комісія. Пріор боїться, що вони підозрюють, що він симулює хворобу, і хочуть відправити його назад на війну. Перебуваючи у від'їзді, Ріверс зустрічається зі старими друзями, Рут і Генрі Гедом, які обговорюють Сассун. Ріверс припускає, що Сассун має право не погоджуватися з війною. Однак Ріверс стверджує, що його робота полягає в тому, щоб змусити Сассуна повернутися до виконання військового обов'язку. Наприкінці їхньої розмови Гед пропонує Ріверсу роботу в Лондоні, на яку Ріверс не впевнений, чи варто погоджуватися, побоюючись, що він не виконає своїх обов'язків.
Бернс, якого щойно виписали з лікарні, запрошує Ріверса відвідати його в родинному будинку в приморському Саффолку. Ріверс застає Бернса на самоті. Вони проводять разом кілька днів. Однієї ночі, під час сильної грози, Бернс виходить на вулицю і переживає спогади про свій досвід позиційної війни у Франції. Ця травма полегшує Бернсу можливість розповісти про свій фронтовий досвід. Цей досвід також допомагає Ріверсу прийняти рішення про роботу в Лондоні, і він повідомляє про це свого командира в Крейґлокгарті. Коли Ріверс повертається, Сассун розповідає про свої нещодавні галюцинації про мертвих друзів, які стукають у його двері. Сассун визнає свою провину за те, що не служив солдатам, і вирішує повернутися в окопи. Ріверс, хоч і задоволений рішенням Сассуна, хвилюється про те, що з ним там може статися.

### Частина IV

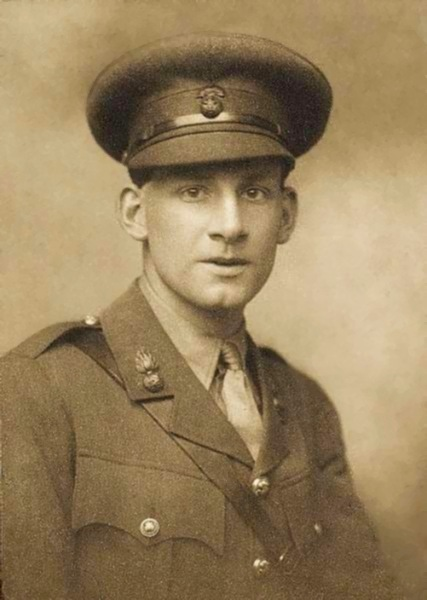
Зігфрід Сассун, Джордж Чарльз Бересфорд (1915)

На початку розділу Сара розповідає своїй матері, Аді, про свої стосунки з Біллі Пріором. Ада сварить доньку за позашлюбні стосунки. Через кілька розділів Сара дізнається, що інша працівниця заводу боєприпасів намагалася зробити аборт у домашніх умовах за допомогою вішалки, але лише нашкодила собі. Тим часом Сассун розповідає Ґрейвсу про своє рішення повернутися на війну. У тій же розмові Ґрейвс наголошує на своїй гетеросексуальності, через що Сассун відчуває неспокій щодо власної сексуальної орієнтації. Під час консультації Сассун розмовляє з Ріверсом про офіційне ставлення до гомосексуальності. Ріверс припускає, що під час війни влада особливо суворо ставиться до гомосексуалізму, прагнучи чітко розмежувати «правильний» тип любові між чоловіками (вірність, братерство, товариство), який є корисним для солдатів, і «неправильний» тип (сексуальний потяг).
Невдовзі медична комісія розглядає справи солдатів, приймаючи рішення про їхню придатність до бойових дій. Пріор отримує постійну домашню службу через астму. Пріор ламається, боячись, що його вважатимуть боягузом. Сассун, втомившись чекати на комісію, йде з госпіталю, щоб повечеряти з друзями, чим викликає конфлікт з Ріверсом. Після консиліуму Пріор і Сара знову зустрічаються і зізнаються у коханні. Сассун і Овен обговорюють неминучий від'їзд Сассун, і Овен глибоко переживає. Сассун зауважує Ріверсу, що почуття Оуена можуть бути чимось більшим, ніж просто поклоніння герою.
Свій останній день у клініці Ріверс проводить, прощаючись зі своїми пацієнтами, після чого вирушає до Лондона і знайомиться з доктором Льюїсом Єллендом з Національної лікарні, який стане його колегою на новій посаді. Щоб змусити пацієнтів швидше оговтатися від контузії доктор Єлланд використовує електрошокову терапію. Він вважає, що деякі пацієнти не хочуть лікуватися, і що біль — найкращий метод лікування для таких неохочих пацієнтів. Ріверс сумнівається, чи зможе він працювати з людиною, яка використовує такі методи. Незабаром Сассуна відпускають на бойове чергування. Віллард долає психосоматичний параліч і знову ходить. Андерсон отримує штабну роботу. Роман закінчується тим, що Ріверс завершує свої нотатки, розмірковуючи про те, як вплинула на нього зустріч із Сассуном і останні кілька місяців.

## Персонажі

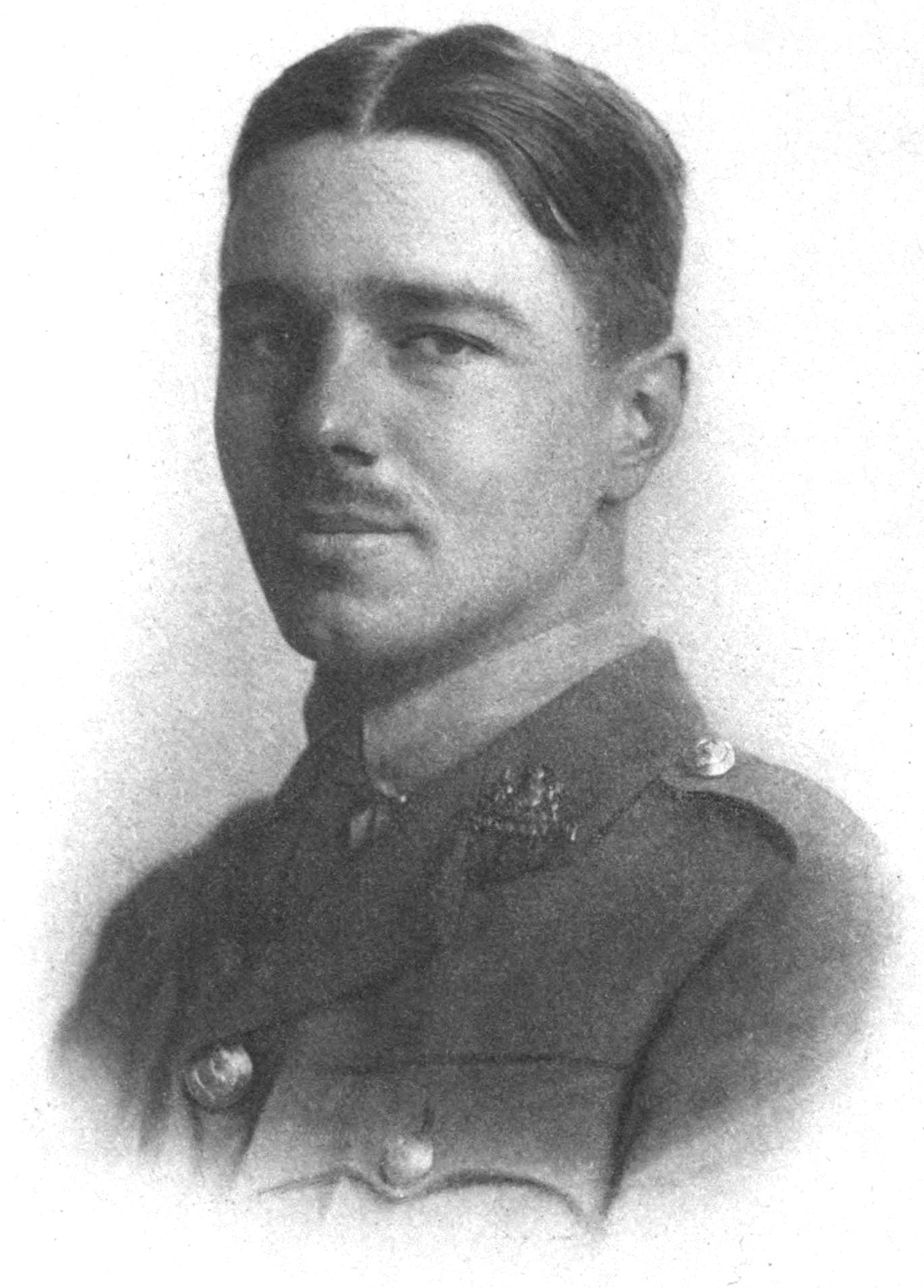
Вілфред Овен

Зіґфрід Сассун — вигаданий Зігфрід Сассун схожий на реального Сассуна. Багато рецензентів роману описують Сассуна як головного героя. Сассун, покинутий батьком у дитинстві, бачить у Ріверсі батьківську фігуру, що відображає їхні історичні стосунки. Незважаючи на успішну військову кар'єру Сассуна, досвід Першої світової війни змусив його опублікувати антивоєнну декларацію. Хоча персонаж у «Регенерації» зрештою повертається на фронт (як і історичний Сассун), Баркер зображує його як людину, що має суперечливе ставлення до війни. Крім того, протягом усього життя Сассун мав неоднозначні почуття щодо своєї сексуальності: хоча 1933 року він одружився з Гестер Ґетті, після війни у нього було кілька гомосексуальних зв'язків.
Доктор В. Г. Р. Ріверс. Ріверс, персонаж, заснований на реальній постаті, є англійським антропологом, невропатологом і психіатром, який працював у військовому госпіталі Крейґлокгарта між 1916 і 1917 роками. Серед інших літературних діячів його пацієнтами був Зіґфрід Сассун. Баркер описує його як головного героя роману (хоча деякі критики наголошують на Ріверсі чи Сассуні). Історично він проводив експерименти з відновлення нервів разом з Генрі Гедом. Ці дослідження надихнули на назву роману, а також на деякі з основних тем трилогії, такі як травма, поранення та зцілення. У зображенні Баркер, Ріверс протягом усього роману страждає від моральної дилеми: він лікує солдатів, щоб вони могли повернутися на війну. Його підхід контрастує з жорстоким лікуванням, яке застосовує доктор Льюїс Йелланд. Крім того, протягом усього роману Ріверс бореться з нервовим заїканням, яке у нього з дитинства, хоча його власний батько був логопедом. В інтерв'ю журналістці Вірі Реуш Баркер назвала історичного Ріверса «дуже людяною, дуже співчутливою людиною, яку дуже мучили страждання, які він бачив, і дуже скептично ставився до війни, але в той же час він не відчував, що може пройти весь шлях і сказати „ні, зупинись“».
Біллі Прайор. Прайор є одним із небагатьох чисто вигаданих персонажів книги. Прайор — солдат у Крейґлокгарті, який страждає на мутизм і астму. За словами критика Патриції Джонсон, нездатність Прайора говорити підкреслює трактування роману нездатності західної культури вербалізувати калічення тіл, спричинене війною. Прайор — який зміг досягти звання лейтенанта попри соціальні бар'єри. Подолаючи класовий поділ, Прайор бачить, що британська армія відображає класову систему, навіть в окопах. Прайор часто заздрить тим, хто не причетний до досвіду війни, наприклад Сарі, його любовний інтерес до роману. Розвиваючись у трилогії «Регенерація», романи виявляють Прайора як бісексуала. Він — людина, яка в корені воює сама з собою: розривається між своїм корінням робітничого класу та армійською кар'єрою, між офіційно визнаним коханням до Сари та «забороненим» сексуальним потягом до інших чоловіків, між жорстоким батьком і метушливою матір'ю, прагненням до миру та ненавистю до мирних жителів, яких не торкнулися жахи окопної війни.
Девід Бернс — Девід Бернс, ще один пацієнт військового госпіталю Крейґлокгарт, є вигаданою версією одного з реальних пацієнтів Ріверса, описаного в тематичних дослідженнях психолога. Бернс не може їсти після того, як вибух бомби кинув його з головою в наповнений газом живіт трупа, що змусило його проковтнути частину гниючої плоті. Критик Патриція Джонсон пояснює, що цей травматичний досвід, описаний у романі, уособлює активне використання в романі візуальних описів війни, які допомагають читачеві розпізнати жахіття війни.
Вілфред Овен — вигаданий персонаж, який заснований на справжньому поеті, який помер незадовго до кінця війни в 1918 році. Його посмертно опубліковані вірші значно підвищили його репутацію. Він здебільшого периферійний персонаж роману. Баркер зображує Овена таким, який спочатку не впевнений у стандартах власної поезії, і просить Сассуна допомогти йому переглянути їх. Ці непереглянуті версії віршів не є чернетками, які спочатку написав Овен, а скоріше версії віршів, переглянуті Баркер. Сексуальність Овена також ставиться під сумнів, оскільки Сассун коментує, що почуття Овена до нього, здається, простягаються далі, ніж просто поклоніння героям.
Андерсон — ще один пацієнт військового госпіталю Крейґлокгарт. Коли Андерсон був хірургом, досвід війни зробив неможливим продовжувати практику медицини, тому що він тепер ненавидить вигляд крові після психічного зриву.
Сара Ламб — повністю вигадана персонажка. Дівчина персонажа Біллі Прайора, вона з робітничого класу, «Джорді», працює на фабриці боєприпасів у Шотландії, де виготовляють озброєння для британських солдатів. Ада Ламб, її мати, з'являється ненадовго і має жорстке ставлення до кохання та стосунків.
Доктор Льюїс Єлланд. На відміну від Ріверса, Єлланд базується на лікарі з таким іменем у Національній лікарні в Лондоні, який використовував електрошокову терапію для лікування своїх пацієнтів. Єлланд зображений зарозумілим і байдужим. Він вважає персонажів, які зламаються на війні, «слабкими» і каже, що вони все одно зламалися б у цивільному житті.
Каллан — Каллан є пацієнтом доктора Єлланда, який брав участь у всіх великих битвах Першої світової війни. Він опиняється під опікою доктора Єлланда після того, як страждає від мутизму. Каллан намагається боротися проти лікування свого лікаря, але зрештою поступається.
Роберт Ґрейвз — ще один персонаж із реального життя, Ґрейвз — товариш поет і друг Сассуна, який вважає війну несправедливою та аморальною. Проте Ґрейвз не хоче ускладнювати собі життя протестами. Ґрейвз вважає своїм обов'язком служити своїй країні, незалежно від власних моральних переконань.

## Основні теми
Оскільки «Регенерація» — це роман, присвячений Першій світовій війні, він досліджує багато тем, спільних для літератури, написаної під час і після війни, зокрема причини і наслідки війни, межі ідеологій, таких як націоналізм і маскулінність, а також медичну і суспільну реакцію на психологічні травми, отримані під час війни. Критики детально розглянули кожну з цих тем. Більше того, оскільки більша частина ранньої творчості Баркер була історичною белетристикою про жінок, критики часто коментують її ставлення до жінок у романі.

### Війна

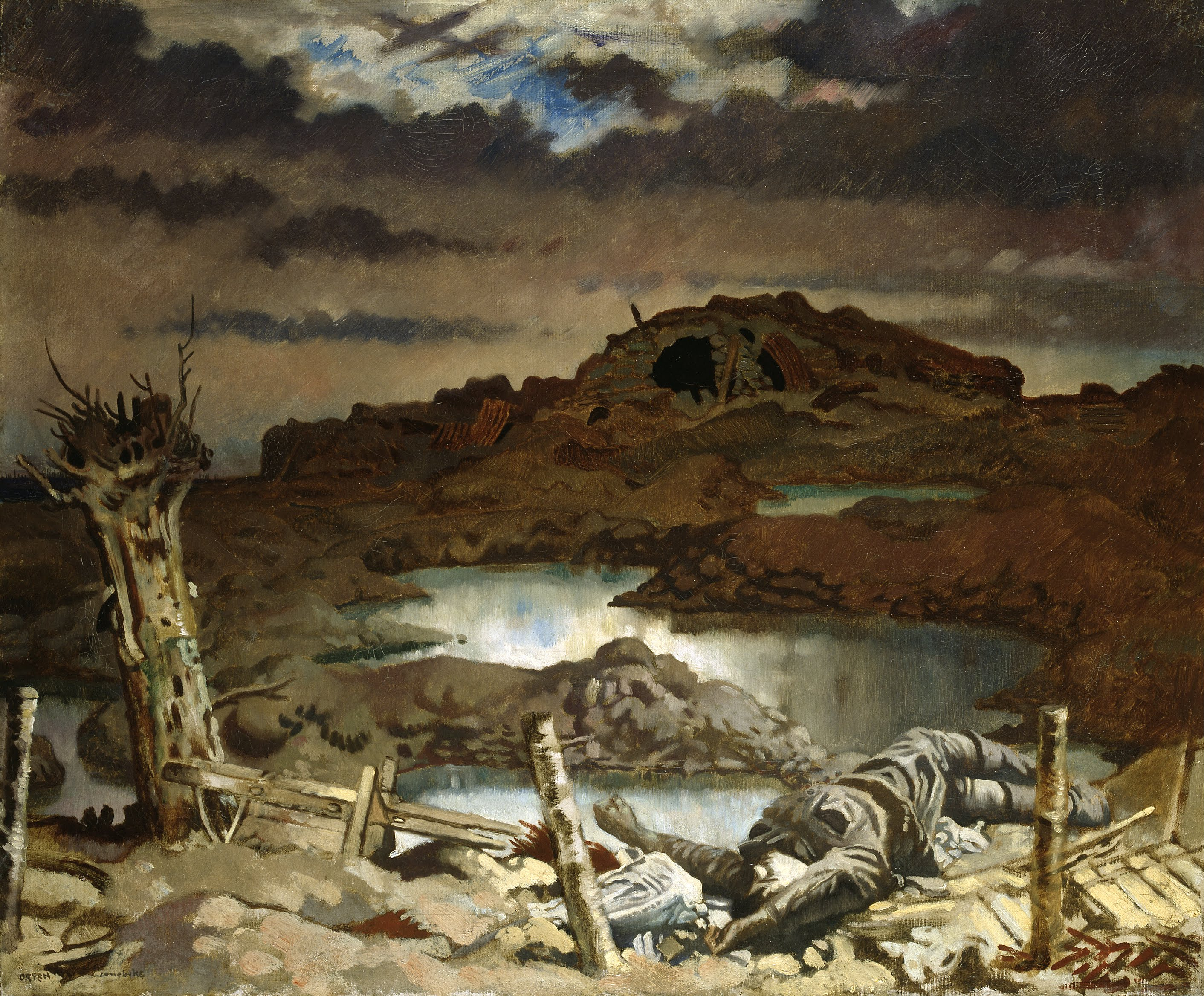
«Зоннебеке», Фландрія, Бельгія, 1918, Галерея Тейт. Лікування солдатів, які стали свідками жахливих сцен на полі битви, як-от зображене тут ірландським художником Вільямом Орпеном, є центральною частиною уваги Regeneration.

У романі велика увага приділяється наслідкам втрат під час війни. Як зазначив The Guardian, обговорюючи її нагороди за «Дорогу привидів», серія створила їй репутацію «жінки, яка розуміла війну». В інтерв'ю Вірі Ройш Баркер заявила, що «трилогія намагається розповісти щось про ті частини війни, які не потрапляють до офіційних звітів». Вона продовжує: «Одна з речей, яка мене вражає, — це те, що з солдатами на війні трапляються дві речі: а) вони гинуть або б) повертаються більш-менш живими. Насправді, я зосереджуюсь на людях, які повертаються, але не повертаються здоровими, вони або фізично неповносправні, або психічно травмовані».
Один із фокусів роману — те, як учасники бойових дій сприймають свій досвід. У своїй статті, присвяченій репрезентації смерті в романі, літературний критик Патриція Е. Джонсон описує, як сучасне суспільство прагне зробити жертви та досвід війни більш абстрактними, через що некомбатантам складно уявити собі ці втрати. Джонсон стверджує, що вся трилогія «Регенерація» руйнує межі, створені абстракцією сучасного суспільства про війну та її жертви, тому що "калічення та смерть відтворені у спосіб, який уникає типових концептуальних категорій війни, таким чином …"реалізація" сучасної війни шляхом відновлення зв'язку між мовою та матеріальною субстанцією". Щодо першого роману, Джонсон підкреслює, як у книзі «як у книзі неодноразово використовують синекдохи», щоб підкреслити внутрішній досвід, описуючи випотрошену людську плоть і те, як герої реагують на цей досвід. Вона описує досвід, подібний до жахливого потрошіння трупа Бернса, як такий, що дозволяє читачам зрозуміти дві речі: по-перше, що спогади учасників бойових дій зафіксовані з точки зору їхнього зв'язку з реальними людьми, а не з розпливчастими уявленнями про людей, представленими військовими меморіалами; по-друге, концептуальне протиставлення в західній культурі між плоттю або частинами тіла і соціальним визначенням людини. (для подальшого обговорення цього філософського питання див. статтю Дихотомія розуму та тіла).

### Ідеологія
Значна частина роману досліджує типи культурних ідеологій, як-от націоналізм і маскулінність, які сприяли війні. Баркер стверджує, що вона вирішила писати про Першу світову війну, «тому що вона стала заміною інших воєн, як своєрідний ідеалізм молодих людей у серпні 1914 року в Німеччині та Англії. Вони справді відчували, що це початок кращого світу. І розчарування, жах і біль послідували за цим. Я думаю, через це вона стала заступником болю всіх війн». Критик Кейлі Джойс стверджує, що такий вибір, як включення в роман твору поета Вілфреда Овена, чиє життя було романтизовано як «виразний приклад трагічних втрат війни», підкреслює цей тематичний інтерес до руйнування загальних ідеологічних інтерпретацій війни.

#### Маскулінність
Напруга між традиційними моделями маскулінності та досвідом війни проходить через увесь роман. Критик Грег Харріс визначає «Регенерація» разом з двома іншими романами трилогії як опис невигаданого досвіду Сассуна та інших солдатів, яким доводиться мати справу з ідеями маскульності. Ці персонажі відчувають конфлікт через модель маскулінності, поширену в Британії того часу: честь, хоробрість, розумова сила та впевненість були привілейованими «чоловічими» характеристиками. Проте вони досліджують, внутрішньо та через розмову, що ця модель означає для них і як війна змінює те, як вони мають її переживати. В інтерв'ю Баркеру в журналі Contemporary Literature Роб Ніксон розрізняє ці ідеї «маскулінності» та концепцію маскулінності як ширше визначення ідентичності. Баркер погоджується з його оцінкою, кажучи: «Що в них так приємно, так це те, що вони використовують це настільки несвідомо: вони, мабуть, були останнім поколінням чоловіків, які могли говорити про маскулінність, не вдаючись до „тьфу“ всередині».
У своєму обговоренні роману Гарріс описує цю «мужність» як те, що для персонажів Баркера стає «нереалістичним мілітаристсько-чоловічим ідеалом»; такі практики, як навмисне придушення емоцій, поглинають героїв роману та створюють психологічну нестабільність, а також є причиною широкомасштабної дискримінації під час війни. Гарріс підкреслює, як ця тематична обробка справедливо відображає те, як питання чоловічої ідентичності вплинуло на Сассуна та інших контужених солдатів Першої світової війни. Гарріс також описує Баркера, як автора, і Ріверса, як новатора періоду, демонструючи, як використання терапії на солдатах дає можливість сформувати та переосмислити цю модель маскулінності. Ідея реінтеграції емоцій у зв'язку з питаннями про природу маскулінності є важливою частиною роману. Баркер зосереджується на тому самому типі емоційної реінтеграції, який історики виявили в фактичних методах лікування Рівером жертв війни.

### Психологія і травма
Використання в романі психіатричної лікарні як основного місця дії разом із лікуванням солдатів психологом Ріверсом та їхніми воєнними травмами зосереджує більшу частину роману на психологічних наслідках війни. Таким чином, роман слідує традиціям таких романів, як «Повернення солдата» (1918) і «Місіс Делловей» (1925). Багато критиків акцентують увагу на цьому інтересі до наслідків травми. Наприклад, Анкі Мукерджі описує нездатність персонажів перетворити свої спогади на розповідь за допомогою розмовної терапії. Мукерджі описує підхід Рівера до терапії як «аутогенез», або саморозуміння через структурування їх реакції на травматичний досвід.
Важливий вплив на підхід роману до психології має Зигмунд Фрейд, і цей вплив сягає корінням в історичний контекст роману, тому що на Ріверса вплинули праці Фрейда про неврози, а Сассун писав про досвід фройдистського психоаналізу в своїй праці «Прогрес Шерстона». Хоча Ріверс не погоджувався з тим, що невроз був спричинений сексуальними факторами, він вважав роботу Фрейда «прямим практичним використанням у діагностиці та лікуванні». Підхід Крейґлокгарта до співчутливої бесідної терапії мав коріння у фрейдистських методах лікування істерії, використовуючи такі інструменти, як вираження співчутливого розуміння пацієнтів і допомога пацієнтам у тлумаченні снів.

### Жінки і домочадці
Деякі критики багато писали про місце жінки в романі, хоча він зосереджений на чоловіках. Частково це тому, що попередні романи Баркер зосереджені на історії жінок із робітничого класу. У своєму супутнику до роману Карін Вестман розглядає роман як відповідь Баркер на критики, які стереотипно вважають, що вона зацікавлена лише в тому, щоб писати про жінок. Однак Баркер неодноразово говорила про те, як цей роман пов'язаний з її попередніми інтересами до фемінізму. Баркер описує роман як такий, що надає голос тилу: «У багатьох книжках про війну, написаних чоловіками, жінки повністю замовчуються. Чоловіки йдуть воювати, а жінки залишаються вдома і плачуть; в основному, це типова риса. А жінки в трилогії завжди глибоко значущі, і що б вони не говорили, якою б мовою не говорили, це завжди варте того, щоб до них дуже уважно прислухалися». Зокрема, Баркер цікавиться суперечностями, пов'язаними з очікуваннями жінок під час війни та її історією; наприклад, вона зазначає, що очікується, що жінки на військових фабриках вироблятимуть зброю, щоб вбивати тисячі, але жінку, яка намагається перервати свою ненароджену дитину, критикують.
Жіночі перспективи в романі рідко зустрічаються у військовій літературі та дають більше відчуття внутрішніх наслідків. Критик Рональд Пол зазначає, що «Регенерація» та його продовження є одними з перших романів після «Повернення солдата» Ребекки Вест або «Місіс Делловей» Вірджинії Вулф, у яких розповідається про наслідки війни, авторки яких не були солдатами. Пол описує такі романи, в яких йдеться про побутові наслідки контузії, як частину «дуже жіночого погляду на війну», який Баркер сама описує як «дуже жіночий погляд на війну».

## Інтертекстуальність
Роман, як і два його продовження, значною мірою спирається на алюзії та присвоєння як історичних, так і літературних текстів. «Примітка автора» для кожного роману, як зазначає критик Аллістер М. Дакворт, чітко окреслює історичні тексти, на які Баркер спиралася, коли писала цей роман. Критик Кейлі Джойс описує більшу частину досвіду читання роману як залежність від знання інших текстів. Не всі тексти, представлені в романі, є точними копіями. Джойс підкреслює, як Баркер змінює вірші Вілфреда Овена, щоб читач міг побачити, як Овен і Сассун переглядають їх у Крейґлокгарті. Джойс стверджує, що тонке використання інтертекстуальності з творами Оуена та іншими текстами дозволяє Баркер брати політичну участь у метатекстуальному русі, подібному до того, який визначила Лінда Гатчеон у своїй праці «Поетика постмодернізму», де вона описує, як художні тексти можуть ставити під сумнів природу історичного процесу, поряд з іншими формами знання, за допомогою як явного, так і прихованого коментування побудови цього знання. За словами Джойса, зміни Баркер «дестабілізують привілей очевидців і підкреслюють доступність оповідання».
Нижче наведено деякі з найвидатніших інтертекстуальних компонентів у романі:
- Частиною основного натхнення Баркер для створення роману є розповіді про час, проведений Сассуном у Крейґлокгарті, як описано Ріверсом у його книзі «Конфлікт і мрії». Щоб зберегти анонімність, Сассун Ріверс називає його «пацієнтом B».
- Сассун посилається на роботу Едварда Карпентера про сексуальність «Проміжна стать», і мається на увазі, що Сассун є гомосексуалістом, оскільки він стверджує, що такі твори змусили його почуватися нормально щодо своєї сексуальності.[23]
- Жінки в барі, включно зі Сарою Ламб, засновані на персонажах зі сцени у фільмі Томаса Стернза Еліота «Пуща земля».[24]
- Пріор читає одне з антропологічних досліджень Рівера «Тоди».[25]
- Оуен і Сассун часто обговорюють власне видання Крейґлокгарта «Гідра», в якому опубліковано деякі їхні вірші.
- У тексті кілька віршів Вілфреда Овена. Показано, що Овен і Сассун разом працюють над знаменитою поемою Овена «Гімн приреченої молоді». Баркер також переглядає «Мертвого кажана» Оаена, а також використовує «Притчу про старого та молодого» та «Інваліда», але, за словами критика Кейлі Джойс, вона робить це «не привертаючи уваги до своїх інтертекстуальних дій».[26] За словами Джойса, Баркер описує Овена як такого, що часто отримував «культовий статус як виразний приклад трагічних втрат війни».[26] Джойс вважає, що непомітне використання Баркер деяких віршів Овена може бути спробою обійти «існував раніше міф» про нього та його творчість.[26]
- Літературний критик Алістер М. Дакворт описує роман, побудований на наративах і тематичних елементах, які можна знайти в романах Роберта Ґрейвза «Прощавай, усе це» (1929) і Едмунда Блундена «Підтекст війни» (1928).[22]

## Прийом та продаж
5 листопада 2019 року BBC News внесло «Регенерацію» у свій список 100 найвпливовіших романів. За словами академічного критика Карін Вестман, «Регенерація» була «добре сприйнятою рецензентами як у Великій Британії, так і в Сполучених Штатах». Окрім частої похвали, головні моменти, які обговорювалися, часто стосувалися правдивості зображення Баркер періоду війни та її ролі як жінки-письменниці, а також зв'язків цього твору з її попередніми романами. Вестман стверджує, що багато хто з цих критиків оцінювали творчість Баркер «скоріше за зміст, ніж за стиль», тому ця робота дозволила їй відійти від її попередньої класифікації як регіональної феміністки робітничого класу до «(чоловічого) канону британської літератури». Роман був навіть одним із «найкращих романів 1992 року», за версією New York Times.
У 2001 році Вестман описує, як роман добре продавався за десять років після його публікації. Вона також зазначає, що успіх роману, ймовірно, був зумовлений підвищеним інтересом до «спогаду» про Велику війну, успіхом наступних романів трилогії та його привабливістю для широкого кола читачів. Згодом екранізація 1997 року також здобула успіх у Великій Британії та Канаді, отримавши кілька нагород. Однак фільм не мав успіху в Сполучених Штатах, і Вестман пояснює це поганим часом і невеликим розповсюдженням.

### Цитовані твори
- Duckworth, Alistair M. (2004). Two Borrowings in Pat Barker's Regeneration. Journal of Modern Literature. 27 (2): 63—67. doi:10.1353/jml.2004.0072. ISSN 1529-1464.
- Harris, Greg (1998). Compulsory Masculinity, Britain, and the Great War: The Literary Historical Work of Pat Barker. Critique. 39 (4): 290—304. doi:10.1080/00111619809599537. ISSN 0011-1619.
- Johnson, Patricia E. (2005). Embodying Losses in Pat Barker's Regeneration Trilogy. Critique: Studies in Contemporary Fiction. 46 (4): 307—319. doi:10.3200/CRIT.46.4.307-319.
- Joyes, Kaley (2009). Regenerating Wilfred Owen: Pat Barker's revisions. Mosaic. 42 (3): 169—83. ISSN 0027-1276.
- Mukherjeea, Ankhi (2001). Stammering to Story: Neurosis and Narration in Pat Barker's Regeneration. Critique: Studies in Contemporary Fiction. 43 (1): 49—62. doi:10.1080/00111610109602171.
- Paul, Ronald (2005). In Pastoral Fields: The Regeneration Trilogy and Classic First World War Fiction. У Sharon Monteith (ред.). Critical Perspectives on Pat Barker. Critical Perspectives on Pat Barker. с. 147–61. ISBN 1-57003-570-9.
- Provost-Vallet, Marie-Noëlle. Ghosts in Craiglockhart: Sassoon's textual presence in Pat Barker's Regeneration (PDF). Art of War and Peace. 1 (1).
- Westman, Karin (12 вересня 2001). Pat Barker's Regeneration. Continuum Compemporaries. ISBN 0-8264-5230-2.

## Подальше читання
- Barrett, Michèle (2012). Pat Barker's Regeneration Trilogy and the Freudianization of Shell Shock. Contemporary Literature. 53 (2): 237—260. doi:10.1353/cli.2012.0016. ISSN 1548-9949.
- Meacham, Jessica (2012). War, Policing and Surveillance: Pat Barker and the Secret State. У Adam Piette (ред.). The Edinburgh Companion to Twentieth-century British and American War Literature. Edinburgh University Press. с. 285—293. ISBN 978-0-7486-3874-1.
- Shaddock, Jennifer (Fall 2006). Dreams of Melanesia: Masculinity and the Exorcism of War in Pat Barker's The Ghost Road. MFS Modern Fiction Studies. 52: 656—674. doi:10.1353/mfs.2006.0074.